# عمود الطاعون (كوشيتسه)

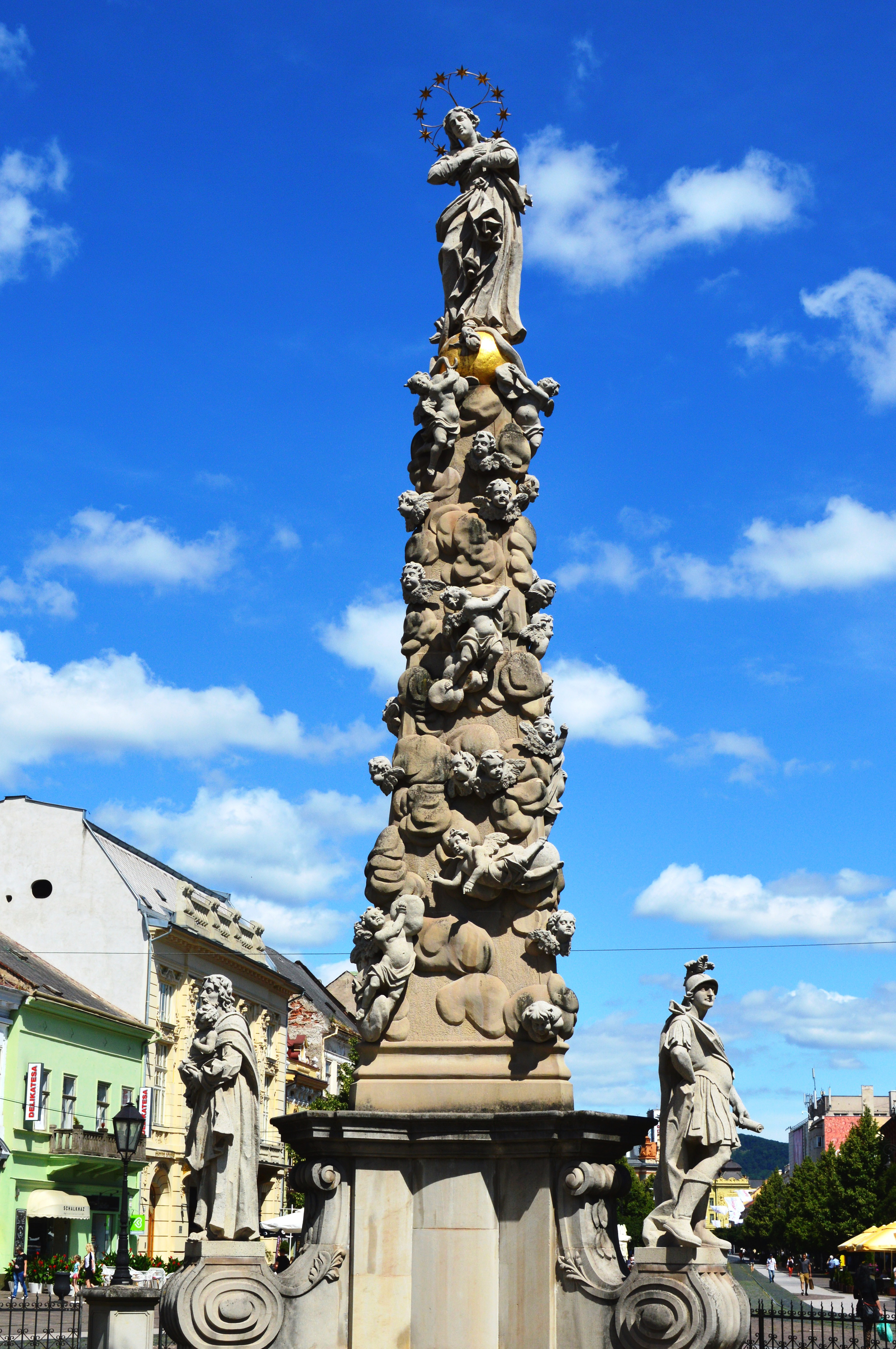
عمود الطاعون في Hlavná ulica في كوشيتسه، سلوفاكيا

عمود الطاعون (بالسلوفاكية: Morový stĺp)‏) هو عمود طاعون باروكي (عمود ماريان والثالوث المقدس) في كوشيتسه، سلوفاكيا.
يقع العمود في حديقة صغيرة ويحيي الامتنان لمريم لإنتهاء وباء الطاعون من 1709 و 1710. نصب في مكان مشنقة العصور الوسطى في Fő utca (الشارع الرئيسي، الذي يسمى الآن Hlavná ulica) في عام 1723. تقول الأسطورة المحلية أن أثار القديس فالنتين مخفية تحت الهيكل.
هو عبارة عن عمود بارتفاع 14 متر على طبقة من الحجر مع تماثيل يوسف النجار وسيباستيان ولازلو الأزل. هناك نحت للعذراء مريم في الجزء العلوي من العمود. توجد تماثيل لجبرائيل، والقديسة إليزابيث المجرية، والقديسة مارينا، وميخائيل.
دمر التمثال خلال الحرب العالمية الثانية. ورممه النحات الأكاديمي Vojtech Löffler في سنوات 1949-1951 و1971-1972. وقد جرت عملية الترميم الأخيرة في الفترة 1996-1998.

## وصلات خارجية
إحداثيات: 48°43′22″N 21°15′24″E / 48.7228°N 21.2568°E